# Demokratická strana práce
Demokratická strana práce (zkratka DSP) byla česká levicová strana, působící v letech 1991-1993. Stranu založili především bývalí členové KSČM, kteří se stavěli za přejmenování strany a reformu programu. Vzhledem k tomu, že někteří členové strany byli zvolení za jiná levicová uskupení, jednalo se o stranu parlamentní. Na prvním sjezdu strany byl předsedou zvolen Petr Wurm, který předtím nebyl v komunistické straně. Do budoucna se DSP mínila stát stranou sociálně demokratického typu a sjednotit levicové spektrum (do DSP se nakonec začlenilo Československé demokratické fórum a Nezávislá levice). Voleb roku 1992 se strana nezúčastnila, své členy měla na kandidátkách moravistů (HSD-SMS) a levicových liberálů (Liberálně sociální unie) z nichž tři uspěli (HSD-SMS - Michal Kraus, Jaroslav Broulík, LSU - Miroslav Raška). Roku 1993 strana zanikla – část strany odešla po zvolení Zemana předsedou České strany sociálně demokratické do jeho strany, část do Strany demokratické levice.